# Ghost in the Machine (album)
Ghost in the Machine je čtvrté studiové album britské skupiny The Police. Jeho nahrávání probíhalo od ledna do září 1981 v AIR Studios na Montserratu a v Le Studio v kanadském Québecu. Jeho producenty byli členové skupiny The Police a Hugh Padgham. Album vyšlo v říjnu 1981 u vydavatelství A&M Records. V žebříčku 500 nejlepších alb všech dob časopisu Rolling Stone se album umístilo na 323. místě.

## Seznam skladeb
| Pořadí         | Název                                          | Autor                   | Délka |
| -------------- | ---------------------------------------------- | ----------------------- | ----- |
| 1.             | Spirits in the Material World                  | Sting                   | 2:59  |
| 2.             | Every Little Thing She Does Is Magic           | Sting                   | 4:22  |
| 3.             | Invisible Sun                                  | Sting                   | 3:44  |
| 4.             | Hungry for You (J'aurais toujours faim de toi) | Sting                   | 2:52  |
| 5.             | Demolition Man                                 | Sting                   | 5:57  |
| 6.             | Too Much Information                           | Sting                   | 3:43  |
| 7.             | Rehumanize Yourself                            | Sting, Stewart Copeland | 3:10  |
| 8.             | One World (Not Three)                          | Sting                   | 4:47  |
| 9.             | Omegaman                                       | Andy Summers            | 2:48  |
| 10.            | Secret Journey                                 | Sting                   | 3:34  |
| 11.            | Darkness                                       | Stewart Copeland]       | 3:14  |
| Celková délka: | Celková délka:                                 | Celková délka:          | 41:03 |

## Obsazení
The Police
- Sting – baskytara, kontrabas, klávesy, saxofon, zpěv, doprovodné vokály
- Andy Summers – kytara, kytarový syntezátor, klávesy
- Stewart Copeland – bicí, perkuse, klávesy

Ostatní
- Jean Roussel – klavír
- Olaf Kubler – saxofon